# Vanilla sarapiquensis
Vanilla sarapiquensis är en orkidéart som beskrevs av Soto Arenas. Vanilla sarapiquensis ingår i släktet Vanilla och familjen orkidéer. Inga underarter finns listade i Catalogue of Life.